# Timothy J. Sinclair
Timothy John Sinclair (* 1963 in Taumarunui; † 2022) war ein neuseeländisch-britischer Politikwissenschaftler und Ökonom sowie Hochschullehrer.

## Leben
Sinclair besuchte das St. Andrew's College Christchurch und erwarb an der University of Canterbury ein Bachelor of Arts sowie einen Master of Arts in Politikwissenschaften. Nach Tätigkeiten als Wirtschafts- und Finanzmarktanalyst beim New Zealand Treasury, dem neuseeländischen Schatzamt sowie als Regierungsmitarbeiter bei der Privatisierung staatlicher Unternehmen Neuseelands ging er 1989 nach Kanada, wo er an der York University in Toronto einen Ph.D. erwarb. Für seine Dissertation erhielt er einen York-University-Dissertationspreis.
1995 ging Sinclair an die University of Warwick, wo er Associate Professor für Internationale Politische Ökonomie wurde und die britische Staatsbürgerschaft annahm. 2008/2009 war er Fellow an der University of York. 2007 wurde er an der University of Warwick zum Doctor of Letters (D.Litt.) promoviert.
2013/2014 war Sinclair außerdem Fellow am Sheffield Political Economy Research Institut der University of Sheffield. Zudem war er Gastprofessor an der Kyung Hee University in Südkorea. Am 27. Mai 2022 gab die University of Warwick bekannt, dass Sinclair verstorben war.

## Forschungsschwerpunkte
Sinclair beschäftigte sich mit Internationaler Politischer Ökonomie, insbesondere mit dem weltweiten Finanzwesen sowie mit Global Governance. Bekanntheit erlangte er unter anderem durch seine frühe Beschäftigung mit Ratingagenturen.